# Peperomia albonervosa
Peperomia albonervosa är en pepparväxtart som beskrevs av G.Mathieu. Peperomia albonervosa ingår i släktet peperomior, och familjen pepparväxter. Inga underarter finns listade i Catalogue of Life.